# Comuna Mîhailivka, Mașivka
Mîhailivka (în ucraineană Михайлівка) este o comună în raionul Mașivka, regiunea Poltava, Ucraina, formată din satele Jîrkivka, Liubîmivka, Mîhailivka (reședința) și Pervomaiske.

## Demografie
Componența lingvistică a comunei Mîhailivka
     Ucraineană (96,29%)
     Rusă (3,3%)
     Alte limbi (0,25%)
Conform recensământului din 2001, majoritatea populației comunei Mîhailivka era vorbitoare de ucraineană (96,29%), existând în minoritate și vorbitori de rusă (3,3%).